# تاپیوسنت‌مارتن
تاپیوسنت‌مارتُن (به مجاری:  Tápiószentmárton) یک سکونتگاه مسکونی در مجارستان است که در استان پشت واقع شده‌است.

## خصوصیات
تاپیوسنت‌مارتن ۱۰۴٫۴۵ کیلومترمربع مساحت و ۵٬۵۰۲ نفر جمعیت دارد.